# إبيروس فيتوس
إبيروس فيتوس (Epirus vetus) أي إبيروس القديمة كانت مقاطعة في الإمبراطورية الرومانية. بين العامين 146 ق.م. و395 م، تم دمجها فيما بعد مع مقاطعة مقدونيا الرومانية. كانت عاصمتها مدينة نيكوبوليس التي أسسها أغسطس قيصر